# Сен-Леже-пре-Труа
Сен-Леже́-пре-Труа́ (фр. Saint-Léger-près-Troyes) — коммуна во Франции, находится в регионе Шампань — Арденны. Департамент — Об. Входит в состав кантона Буйи. Округ коммуны — Труа.
Код INSEE коммуны — 10344.
Коммуна расположена приблизительно в 145 км к юго-востоку от Парижа, в 85 км южнее Шалон-ан-Шампани, в 7 км к югу от Труа.

## Население
Население коммуны на 2008 год составляло 700 человек.
| 1962 | 1968 | 1975 | 1982 | 1990 | 1999 | 2008 |
| ---- | ---- | ---- | ---- | ---- | ---- | ---- |
| 314  | 393  | 416  | 564  | 642  | 615  | 700  |

## Экономика
В 2007 году среди 443 человек в трудоспособном возрасте (15—64 лет) 338 были экономически активными, 105 — неактивными (показатель активности — 76,3 %, в 1999 году было 72,5 %). Из 338 активных работали 326 человек (163 мужчины и 163 женщины), безработных было 12 (5 мужчин и 7 женщин). Среди 105 неактивных 39 человек были учениками или студентами, 46 — пенсионерами, 20 были неактивными по другим причинам.

## Достопримечательности
- Феодальный замок-мотт Серве
- Церковь Сен-Леже[фр.] (XVI век). Памятник истории с 1980 года[3]

## Фотогалерея

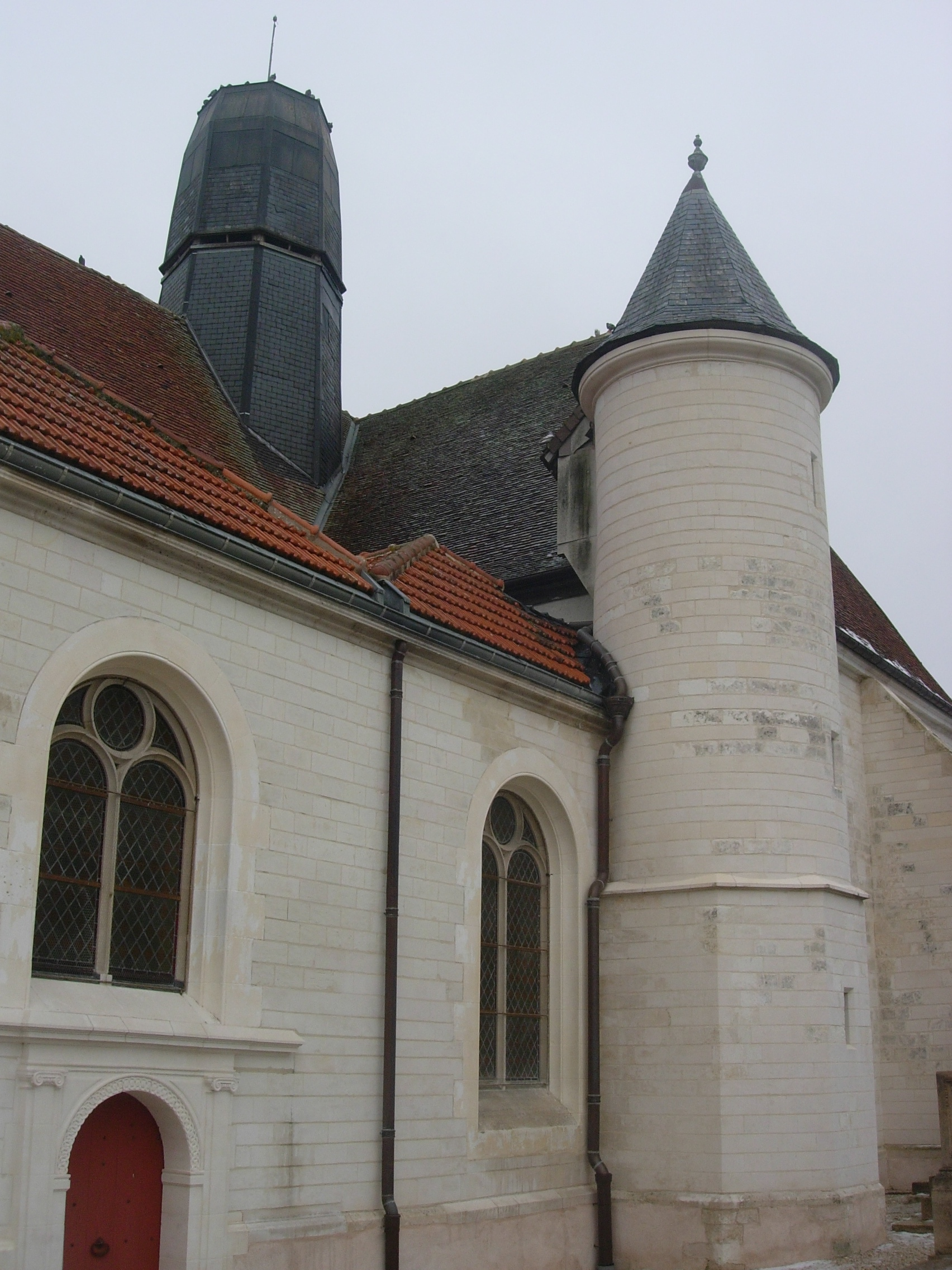
Церковь Сен-Леже
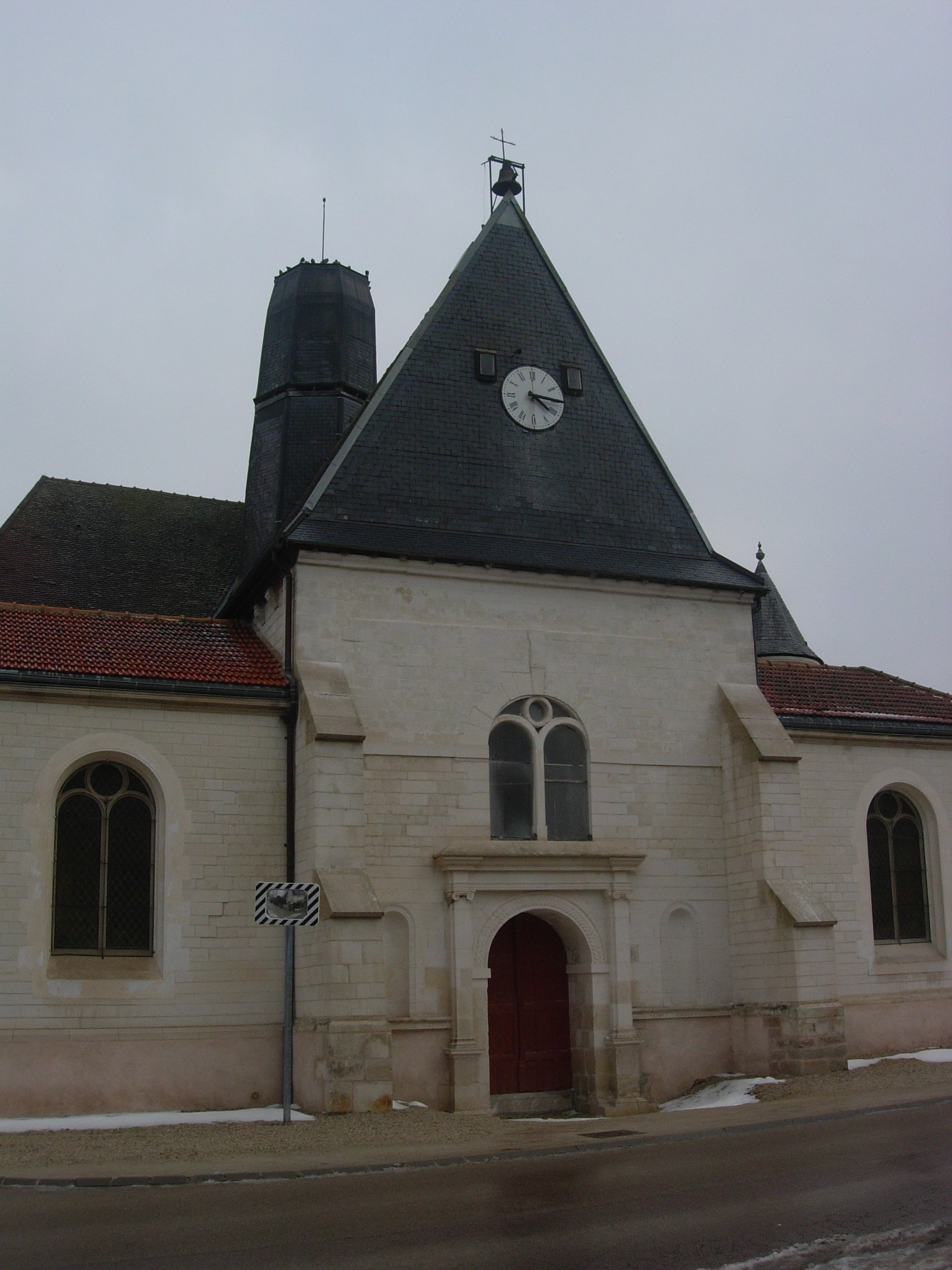
Церковь Сен-Леже
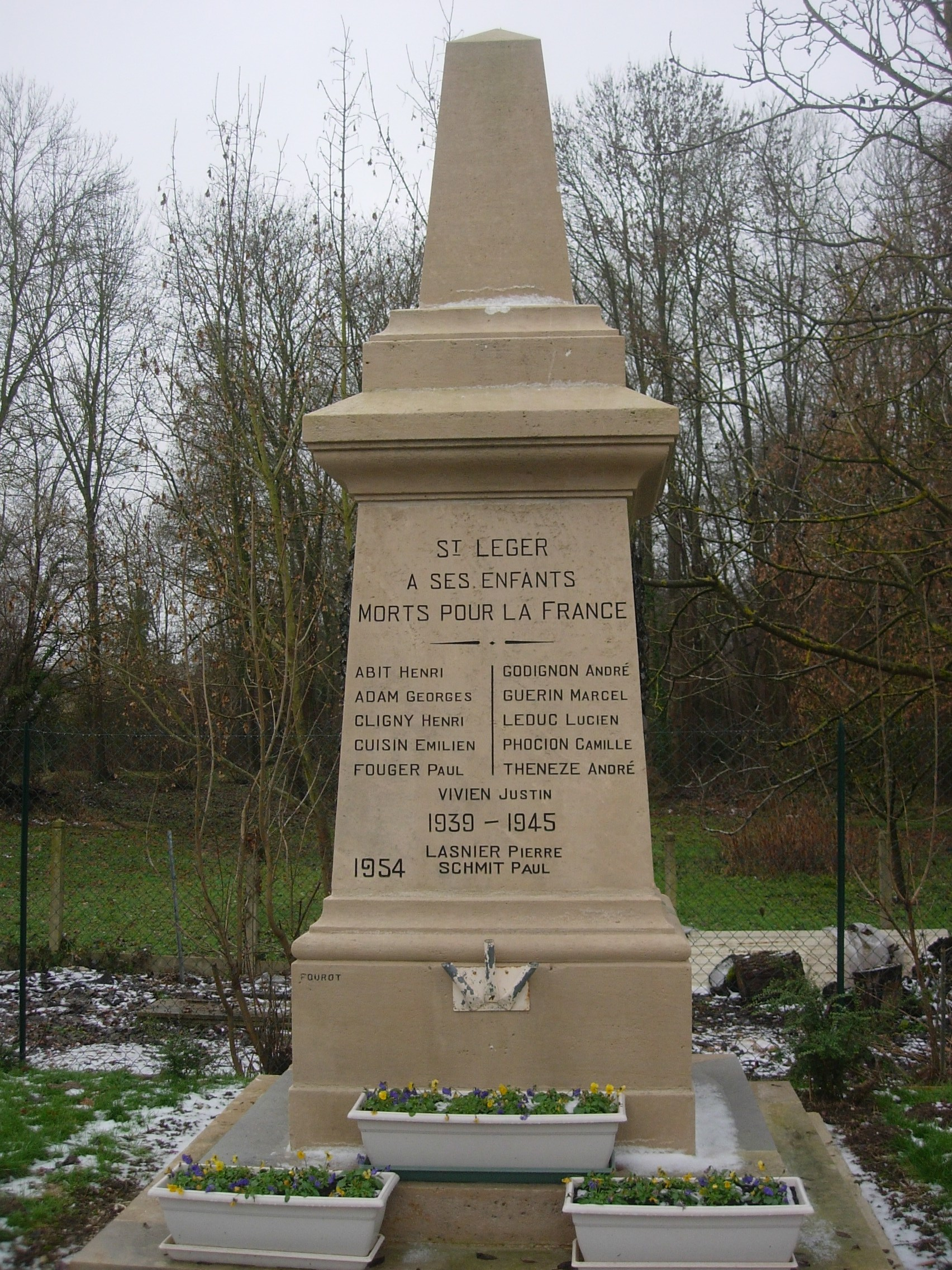
Памятник погибшим во Второй мировой войне
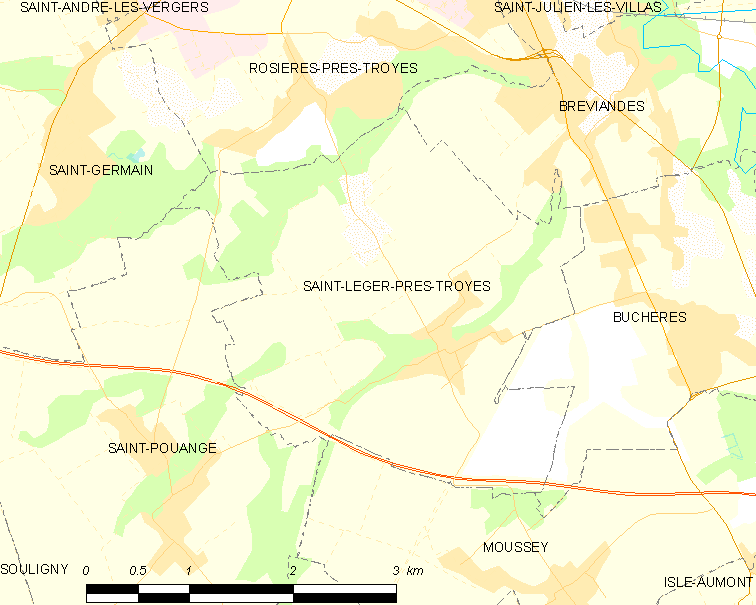
Карта коммуны